# オーストリア＝ハンガリー帝国帝室・王室御用達

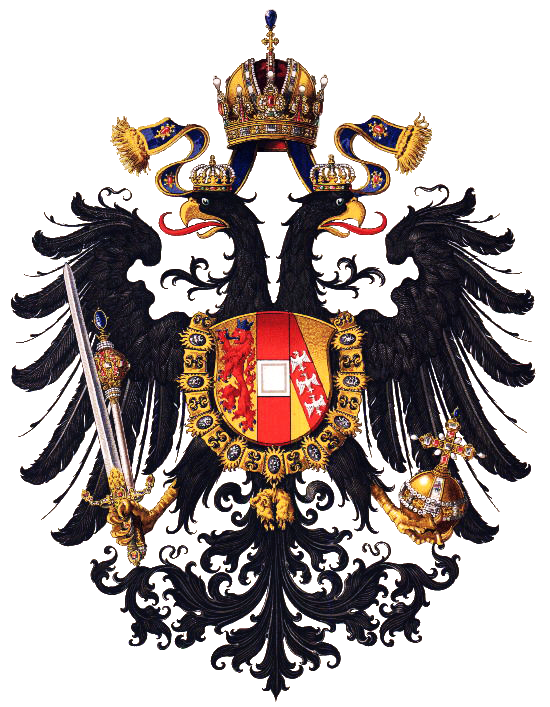
帝室・王室御用達 (k.u.k. Hoflieferant)は、The imperial eagle（双頭の鷲）の表示を許されている

皇帝・王謁見御用達 (k.u.k. Kammerlieferant)の紋章

オーストリア＝ハンガリー帝国帝室・王室御用達（ドイツ語：k.u.k. Hoflieferant、略：K.u.K、カー・ウント・カー）とは、オーストリア＝ハンガリー帝国期のウィーンのオーストリア帝室か、ブダペストのハンガリー王室へ商品やサービスを提供している業者に許された帝室・王室との取引を公に示すことができる特権（Privilege）である。
この特権は通常の公式文書であり、業者はその事実を宣伝し名声を得ることが出来た。この特権を得るために多くの業者が申請を行い、その申請には何年もかかった。御用達は、会社のレターヘッドや製品に双頭の鷲の紋章を表示することで示された。紋章の下には、大抵"k.u.k. Hoflieferant"のフレーズが表示される。オーストリア＝ハンガリー帝国の場所に応じて、ポーランド語で"Ces. i Król. dostawca Dworu"、チェコ語で"C. a k. dvorní dodavatel"、イタリア語で"Fornitore di corte imperiale e reale"のように現地の言葉に改める事も出来た。
当初は、会社等を所有する個人に与えられるものであったが、後に会社自体に与えられるものとなった。
k.u.k. Hoflieferantは、全帝室・王室への仕入れ業者へ与えられるものであったが、後に皇帝や皇后の個人的な仕入れ業者に送られる、より上位のタイトル（k.u.k. Kammerlieferant）が与えられるようになった。

## 参考書籍
- Joachim Kronsbein. „Haben gewählt?“: Wiens Hoflieferanten pflegen die Nostalgie. In: Spiegel Geschichte, 6/2009. Die Habsburger: Aufstieg und Fall der mächtigsten Familie Europas.
- Catharina Christ: Jüdische k. und k. Hoflieferanten in der Textilbranche mit Niederlassung in Wien in der Zeit von 1870 bis 1938. Dipl.-Arb., Vienna: University, 2000
- Ingrid Haslinger: Kunde – Kaiser. Die Geschichte der ehemaligen k. u. k. Hoflieferanten. Schroll, Vienna 1996, ISBN 3-85202-129-4.
- János Kalmár, Mella Waldstein: K.u.k. Hoflieferanten Wiens. Stocker, Graz 2001, ISBN 3-7020-0935-3.